# コロコロ創刊伝説
『コロコロ創刊伝説』（コロコロそうかんでんせつ）は、のむらしんぼによる漫画作品。日本の漫画雑誌『コロコロアニキ』（小学館・以下『アニキ』と略）において、第1号（2014年〈平成26年〉10月15日号）から連載されている。『アニキ』の母体である漫画雑誌『月刊コロコロコミック』（以下『コロコロ』と略）の創刊から黎明期を振り返るノンフィクション作品である。のむら自身の波乱万丈の漫画家人生についてのエピソードも盛り込まれており、自伝としての性格も帯びた作品である。

## あらすじ
漫画家・のむらしんぼは、1980年代から1990年代にかけて『コロコロ』に執筆した『とどろけ!一番』『つるピカハゲ丸』が大ヒットし、順風満帆の人生を送っていた。しかし2010年代後半の現在はすっかり低迷した上、金銭苦や家族崩壊にも見舞われていた。やっとのことで練り上げた漫画の構想も、編集部に一蹴される始末で、行き先を見失いつつあった。そんな中、大恩人であった『コロコロ』創刊者・千葉和治の訃報をきっかけに、『コロコロ』をずっと見続けていた自分にとって、『コロコロ』を作った仲間たちによる熱い時代こそが自分の描くべきものと気づき、『コロコロ創刊伝説』の執筆に取りかかる。
1977年（昭和52年）、漫画家を目指していた大学生時代の彼は、小学館より『コロコロ』での漫画を依頼された。当時、漫画の対象年齢層が次第に上がり、児童漫画が軽視されて衰退しつつある時代の中、真に子供たちが夢中になれる漫画を目指して創刊された漫画雑誌が『コロコロ』であった。やがて『コロコロ』は、時には競合他誌の影響などでの人気の陰りを見せつつも、ゲームセンター、ファミコン、ミニ四駆といった時代ごとの子供たちのホビーを取り入れ、子供たちの人気をつかんでゆく。

## 登場人物
すべて実在の『コロコロ』の関係者たちである。
のむら しんぼ
主人公。平山に見出され、『コロコロ』で漫画を執筆することになり、七転八倒の漫画家人生を送る。現在は低迷しており、『アニキ』での本作の執筆で再起を目指している。
平山 隆（ひらやま たかし）
『コロコロ』編集者。子供たちの夢中になるホビーに目を光らせ、漫画に取り入れてゆく。のむらのデビュー後は初代担当者となり、時に厳しく、時に優しく彼に接する。後に『コロコロ』3代目編集長となる。
千葉 和治（ちば かずはる）
『コロコロ』初代編集長。同誌創刊の発案者でもあり、平山と2人だけで創刊企画を立ち上げた。のむらの大恩人の1人。本作第1話によれば、現在は故人。
石井 宏一（いしいこういち）
現在の『アニキ』での、のむらの担当編集者。作中では「石井記者」と表記されることが多い。のむらと共に二人三脚で本作の制作と借金返済に取り組みつつも、彼の借金癖に頭を悩ませる。

## 作風とテーマ
のむらの『コロコロ』時代の編集者であった平山隆の当時の話をもとに、現在の編集者である石井宏一が裏付けをとってデータを整理し、のむらしんぼが物語を製作している。平山はすでに現役を引退しており、『コロコロ』にとってはOBだが、「しんぼちゃんのためだったら」と一緒に食事をしながら、当時の回想などを話してくれたという。内容は基本的にはノンフィクションだが、のむらなりの『コロコロ』漫画としてのアレンジも施されている。
『コロコロ』の歴史を振り返る作品にもかかわらず、第1話の冒頭からのむら自身の漫画家としての低迷、金銭苦、離婚といった、私生活も含めての現況から始まり、以降も彼の現在の苦境と『コロコロ』の歴史が交互に描かれる展開となっている。のむらの私生活の描写は石井宏一の指示によるもので、のむら自身は最初は抵抗があったものの、平山隆からも「恥を晒してこそ漫画家」と言われ、担当編集者としてずっと世話になった平山に言われたことで描写に至ったという。
のむら以外にもかたおか徹治、すがやみつる、立石佳太、あさいもとゆきといった様々な漫画家や、『コロコロ』にファミコン時代を呼び込んだ高橋名人ら、『コロコロ』の関係者たちのエピソードが多く描かれていることも特徴の一つである。のむらは同誌の漫画家たちとはほとんど知り合いであり、漫画家たちは本作中での自分たちの登場について掲載の可否を問われた際には「のむらのためなら」「のむらの漫画に登場するなら何を描いてもいい」と快諾したという。編集者についてのエピソードも多く、のむらは本作を「『コロコロ』の歴代編集者たちの物語でもある」と語っている。
単行本には『コロコロ創刊伝説』本編のほか、以下の漫画も収録されている。
- 第1巻
  - 成増駅周辺 - のむらの師である弘兼憲史の画業40周年記念企画として『ビッグコミックオリジナル弘兼憲史増刊』（小学館）に掲載した弘兼のエピソード。
  - 深夜3時のグッドモロニング - 同企画で『モーニング』（講談社）2014年11月6日号に掲載。
- 第2巻
  - 「とどろけ!一番」ボクシング編 - 同作の路線変更過程の1話を、のむらの現在の反省コメント付きで収録。
  - 「しくじり先生」取材伝説 - テレビ番組『しくじり先生 俺みたいになるな!!』（テレビ朝日）出演時に描いた4コマ漫画。
  - つるセコ漫画家のゲーム日記 - ファミコン雑誌『熱血!ファミ道』（笠倉出版社）に掲載したファミコン漫画。
  - 「プラコン大作」伝説 - 2016年10月に死去した漫画家、たかや健二への追悼としての描き下ろし。
- 第3巻
  - 実録・つるセコ事件簿 - 『本当にあったゆかいな話』（竹書房）に掲載。『つるピカハゲ丸』開始直前の作者の実体験。
- 第4巻
  - のむらしんぼのつるセコしんぼ節 - 『本当にあった笑える話』（ぶんか社）2011年10月号から12月号に掲載。
- 第5巻
  - あとがき漫画 - 第5巻全般の題材であるミニ四駆と徳田ザウルスのエピソード。
- 第6巻
  - 皿洗い少年 洗太 - 芸能人の考えた物語を漫画家が作品化するテレビ番組『まんが未知』（テレビ朝日）において、お笑いコンビの錦鯉が原作、のむらが作画を担当した作品[7]。ウェブコミック「GANMA!」で2021年5月20日に配信[8]。
  - あとがき漫画 - 前期高齢者となったのむらが、若さを保つために趣味に挑戦するエピソード。

後に単行本3巻分の内容を1冊にまとめ、誌面を『コロコロコミック』と同サイズに拡大した合本版が上下巻で発売された。上巻には「つるセコ借金伝説」、下巻には「つるセコ返済伝説」が描き下ろしとして収録されている。

## 製作背景
のむらは当初、『アニキ』の漫画を執筆するにあたり、かつての人気作『つるピカハゲ丸』のような和やかなギャグ漫画、または読み切り作品を構想していた。しかし途中から担当者となった石井宏一は長期連載を見据え、のむらのそれらの企画に代り、それまでにない新しい漫画として、『コロコロ』の歴史を描くストーリー漫画を依頼した。石井によれば、のむらは『コロコロ』創刊前からアシスタントとして小学館に通っており、デビュー以来も約40年もの間『コロコロ』一筋で描き続けてきた唯一の漫画家であるため、『コロコロ』の生き字引として同誌の歴史を描く適任者と考えたのだという。のむら自身を主人公に指名したのも石井である。のむらも60歳を迎え、どうしても読者とは感覚の乖離があり、彼の描くギャグが現代の子供たちに通用しにくくなっているという事情もあった。
のむら自身は、それまでは『まんが道』（藤子不二雄Ⓐ著）のような自伝漫画に憧れを抱いたことがあったものの、もっと歳をとってからの執筆でも良いかと考えており、当初の構想であるギャグ漫画の方を先に発表したいと考えていた。しかし自分の漫画が古いと見られていることも自覚しており、時代がネット社会となってからは、「のむらしんぼは終わった」との悪評も多く目にしていた。また、自分のデッサン力が近年の若手漫画家よりも劣っていることも認めていた。そうした事情から、自分の短所を全て捨てて長所だけに光を当て、自分しか描くことのできない漫画として、本作の執筆を決意したという。
作画にあたっては、当初のむらはギャグ漫画でないことを考慮し、8頭身の劇画風な絵柄を想定していたが、石井の勧めで、従来のギャグ漫画のような絵柄となった。『アニキ』は、少年時代に『コロコロ』を愛読していた大人に向けた漫画雑誌であるため、この絵柄のほうが読みやすいとの声があり、のむら自身も、「当初の想定通り劇画調で描いていたら批判を浴びていただろう」と語っている。

## 社会的評価
『アニキ』創刊号に掲載された第1回作品は、同誌上の読者アンケートで第2位を記録した。単行本第1巻発売後は、Amazon.co.jpで2016年3月20日時点で6件のカスタマーレビューがあり、評価はすべて星5つの高評価であった。同2016年4月には、宝島社による『このマンガがすごい!』ウェブサイトの「ランキング オトコ編」で1位を記録した。同サイトでは、『このマンガがすごい!』史上でも驚きの奇跡と報じられており、『コロコロ』史上でもこのランク入りは初めてのことである。
この作品がきっかけとなって、のむらは本作での私生活の告白や波瀾万丈な人生と共に、前述の『しくじり先生』に加えてテレビ番組『中居正広のミになる図書館』（テレビ朝日）、『ニノさん』（日本テレビ）、『バディーズ〜私と大切な仲間たち〜』（フジテレビ）、『OHA OHA アニキ』（テレビ東京）、ラジオ番組『ミュ〜コミ+プラス』（ニッポン放送）、『漫学〜Nちゃんねる（仮）〜』（エフエム西東京）などのメディアで取り上げられた。
のむらのこの私生活の描写は、読者を中心に大きく反響を呼んでいる。後輩の漫画家たちからも、のむらがその歳で頑張っている姿が自分たちの希望になるとの声が上がっているという。かつての『コロコロ』誌上でのヒット漫画の誕生までの裏話、それらを執筆した漫画家たちの情熱、漫画家同士の助け合いなどの絆、雑誌製作に携わった編集者たちの情熱などの描写についても、好意的な感想が多く寄せられている。
映画雑誌『映画秘宝』で2017年3月に開催された漫画評価企画「漫ぶらぁ〜 OF THE YEAR 2016」では「ドキュメント賞」を受賞し、漫画評論家の大西祥平により「名著」「マンガの読み味はかつてのコロコロホビー系マンガと同じタイプの『熱血ロジック』満載」「マンガ家としての作者の高度な技術と本気を感じた」と評価されている。

## 書誌情報
- のむらしんぼ 『コロコロ創刊伝説』 小学館〈コロコロアニキコミックス〉、既刊6巻（2021年1月12日現在）
  1. 2016年3月20日発行（2016年3月15日発売）、ISBN 978-4-09-142140-1
  2. 2017年3月15日発行（2017年3月10日発売）、ISBN 978-4-09-142399-3
  3. 2018年3月17日発行（2018年3月12日発売）、ISBN 978-4-09-142677-2
  4. 2019年3月17日発行（2019年3月12日発売）、ISBN 978-4-09-142891-2
  5. 2020年7月15日発行（2020年7月10日発売）、ISBN 978-4-09-143205-6
  6. 2022年1月17日発行（2022年1月12日発売）、ISBN 978-4-09-143369-5

- 『合本版 コロコロ創刊伝説 上（1・2・3巻編）』 小学館〈てんとう虫コミックス〉、2024年7月25日発売、ISBN 978-4-09-149774-1
- 『合本版 コロコロ創刊伝説 下（4・5・6巻編）』 小学館〈てんとう虫コミックス〉、2024年8月28日発売、ISBN 978-4-09-149776-5